# Thomas Lowe
Thomas Lowe (* 1719; † 1. März 1783 in London) war ein britischer Opernsänger (Tenor).

## Leben
Thomas Lowe begann seine Gesangskarriere 1740 im Theater Drury Lane. Im gleichen Jahr trat er auch erstmals vor dem Fürsten von Wales Friedrich Ludwig von Hannover auf, als er an der Uraufführung von Arnes Masque Alfred mit dem Schlussgesang Rule, Britannia! mitwirkte. In den Jahren 1743 und 1748 bis 1751 war Lowe Mitglied im Ensemble von Covent Garden. Bekannt geworden ist er für die große Anzahl von Rollen, die Georg Friedrich Händel für ihn komponiert hat, so in Samson, die Titelrolle in Joshua, den Zadok in Solomon und den Septimius in Theodora.
Der Musikkritiker Dr. Charles Burney notierte über ihn: „the finest tenor voice I have ever heard in my life, for want of diligence and cultivation he could never be safely trusted with anything better than a ballad, which he constantly learned by his ear“.
Thomas Lowe wohnte einige Jahre in einem Anwesen in Marylebone Gardens, wo er auch Konzerte gab. Er verkaufte das Anwesen 1769 an Samuel Arnold weiter, nachdem Lowes Stimme nachgelassen hatte und er nicht mehr auftreten konnte.